# 本久哈
50°22′33″N 24°15′25″E / 50.37583°N 24.25694°E
本久哈（羅馬化：Bendiuha）是烏克蘭西部利維夫州舍普季茨基區切爾沃諾赫拉德市鎮的村莊。該村面積0.66平方公里，海拔高度188米，2001年人口418，人口密度每平方公里633.33人。